# Edlington

South Yorkshire, região onde se encontra Edlington no mapa.

Edlington é uma cidade e uma paróquia civil da região metropolitana de Doncaster, South Yorkshire, Inglaterra, situada a sudoeste Doncaster e Warmsworth. Tem uma população de 8.276 habitantes. A cidade original de Edlington é agora conhecido como Old Edlington; adjacente, e ao norte, é Nova Edlington. Ela é muitas vezes referida pelos habitantes locais como EDLO. Desde 1974 Edlington tornou-se parte da vila metropolitana de Doncaster, no condado metropolitano de South Yorkshire. 